# 出口日出麿
出口 日出麿（でぐち ひでまる、1897年12月28日 - 1991年12月25日）は、大本教の第三代教主補。

## 来歴・人物
岡山県倉敷市阿智町に高見元男として生まれる。旧制岡山中学、旧制六高を経て、1924年に京都帝国大学文学部を中退。
1928年、大本の第三代教主となる出口直日と結婚。大本総統補、昭和青年会総裁補、人類愛善新聞社社長など大本の要職につき出口王仁三郎の後継と目される。1936年第二次大本事件で起訴されるが病気のため公判停止。1990年直日の死により尊師の称号を得て四代教主出口聖子（娘）の後見となる。「かつらぎぼたえもん」の筆名を持つ。
1991年12月25日死去。93歳没。

## 著書
- ひとむかし （天声社 1929年4月）
- Hetima no negoto （ぼたえもん ローマ字普及会 1932年10月）
- 信仰雑話 （天声社 1933年）
- 信仰叢話 （天声社 1935年5月）
- 信仰覚書 第1-8巻 （天声社 1961年-1992年）
- 生きがいの探求 信仰覚書 （講談社 1966年）
- 生きがいの創造 （講談社 1974年）
- 生きがいの確信 （講談社 1984年11月）
- 虎猫の失敗 （ぼたえもん童話集 1）  （かつらぎぼたえもん作 でぐちみつぎ画 天声社 1994年5月）
- 汗壷 （ぼたえもん童話集 2） （かつらぎぼたえもん作 でぐちみつぎ画 天声社 1994年5月）
- 八兵衛と六助 猪と豚 （ぼたえもん童話集 3） （かつらぎぼたえもん作 でぐちみつぎ画 天声社 1994年5月）
- ぽんぽん山 （ぼたえもん童話集 4） （かつらぎぼたえもん作 でぐちみつぎ画 天声社 1995年）
- アリと神さま 蛾と芋虫 蛸と猫 （ぼたえもん童話集 5） （かつらぎぼたえもん作 でぐちみつぎ画 天声社 1995年）
- あるがままに （詩集） （天声社 2002年2月）

## 参考
- 『大本襲撃』　早瀬圭一　新潮社